# AirAsia Philippines
AirAsia Inc., che opera come AirAsia Philippines, è una compagnia aerea a basso costo con sede all'Aeroporto di Clark di Angeles, nelle Filippine. La compagnia aerea è la divisione filippina di AirAsia, compagnia aerea low-cost con sede in Malaysia. La compagnia aerea è stata fondata grazie ad una joint venture tra il gruppo AirAsia, Antonio O. Cojuangco Jr., Michael L. Romero e Marianne Hontiveros. Nel 2013, un contratto di concambio con Zest Airways ha fatto sì che anche Alfredo Yao, proprietario della compagnia, entrasse a far parte del controllo della società. Zest Airways è stata rinominata in AirAsia Zest, operando quindi con un marchio distinto da AirAsia Philippines, che comunque ne detiene l'85%.

## Storia
Secondo quanto cita il capitolo 10 dell'articolo XII della Costituzione filippina, non è consentito a una società straniera di detenere il 100% del capitale di una società basata nelle Filippine. Per via di ciò, l'investitore malese Tony Fernandes ha stipulato una joint venture con diversi personaggi d'affari filippini. La joint venture è stata approvata il 7 dicembre 2010 dal Consiglio d'Investimenti delle Filippine.
Il 15 agosto 2011 è atterrato all'Aeroporto di Clark il primo Airbus A320 di AirAsia Philippines, seguito l'8 novembre 2011 da un secondo aereo dello stesso modello.
Il 7 febbraio 2012, la compagnia aerea ha ricevuto il suo certificato di operatore aereo dalla Civil Aviation Authority of the Philippines, che permette alla compagnia aerea di volare nello spazio aereo delle Filippine.
L'8 aprile 2012, AirAsia Philippines ha stipulato un accordo con la Victory Liner, una delle più grandi aziende di pullman di linea operanti nelle Filippine, per fornire un servizio di navetta gratuito per i passeggeri in entrata e in uscita dall'Aeroporto di Clark.
L'11 marzo 2013 è stato fatto un accordo di concambio tra AirAsia Philippines e la compagnia aerea filippina Zest Airways. Zest Airways ha ottenuto 16 milioni di dollari in contanti e una quota del 13% in Filippine AirAsia, mentre AirAsia Philippines ora possiede l'85% di Zest Airways, con il 49% dei diritti di voto nel consiglio d'amministrazione. Il concambio dà anche AirAsia Philippines accesso all'Aeroporto Internazionale Ninoy Aquino di Manila, consentendo un'ulteriore crescita del network.

## Flotta

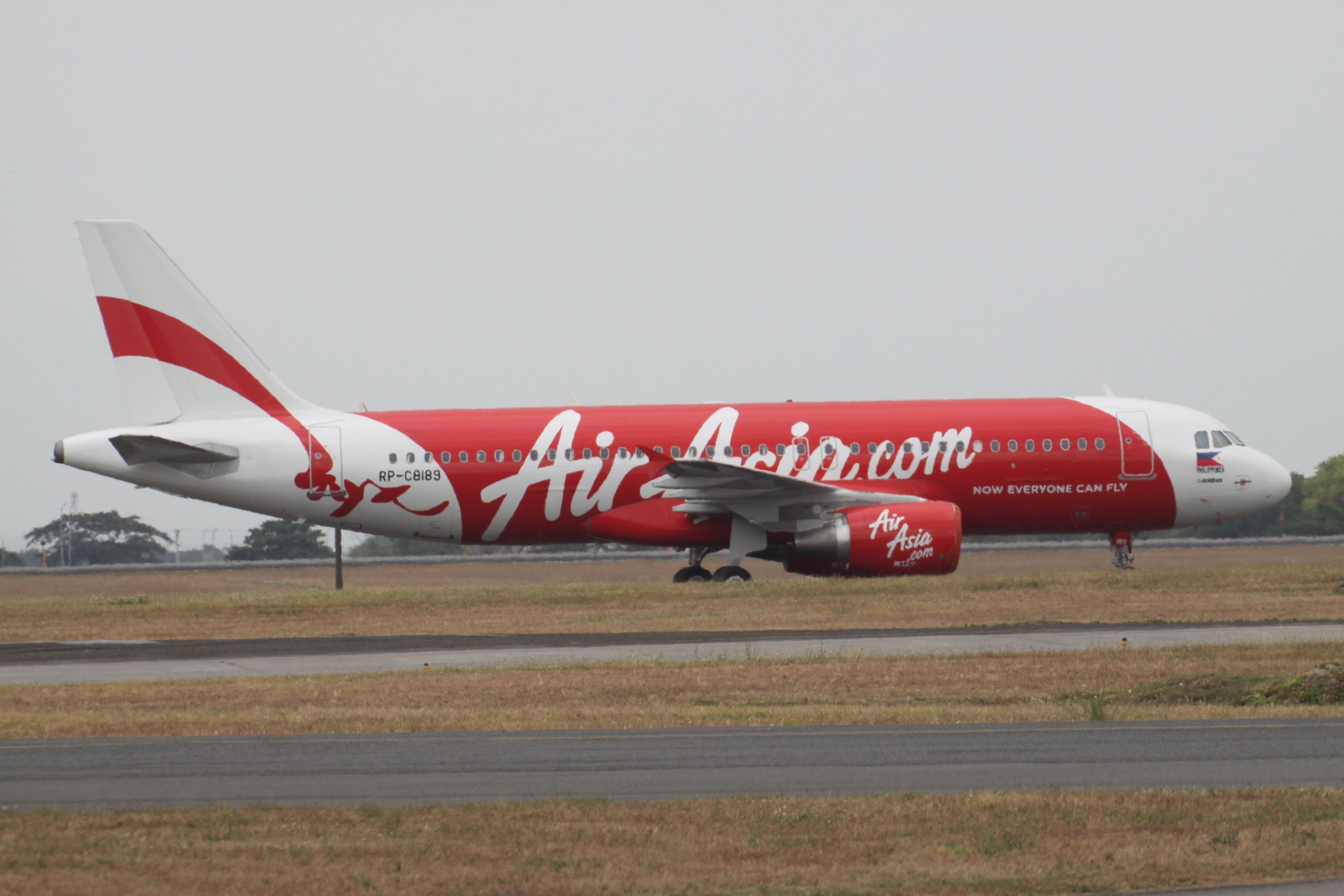
Un Airbus A320-200.

La flotta di AirAsia Philippines, a giugno 2023, consiste nei seguenti aeromobili: